# Kilburn (metropolitana di Londra)
Kilburn è una stazione della linea Jubilee della metropolitana di Londra.

## Storia
La stazione fu aperta per la prima volta sulla linea Metropolitan nel 1879 come parte di un'estensione di Willesden Green. La linea a due binari venne quadruplicata negli anni 1910. Dopo aver attraversato il London Passenger Transport Board nel 1933, il Metropolitan Line Service è stato trasferito alla stazione di Stanmore della linea Bakerloo ed è stato ampiamente ricostruito. Questo ramo è stato poi trasferito alla linea Jubilee nel 1979. L'edificio della stazione, degli anni 1930, è stato ristrutturato nel 2005. La stazione è ora accessibile ai disabili e ha frequenti treni per il centro di Londra.

## Strutture e impianti
La stazione si trova sull'autostrada A5 Kilburn High Road o Shoot-up Hill.
Si trova nella Travelcard Zone 2.

## Interscambi
La stazione consente l'interscambio con la stazione di Brondesbury della linea North London della London Overground, dalla quale dista 200 metri.
Nelle vicinanze della stazione effettuano fermata alcune linee automobilistiche, gestite da London Buses.
- Stazione ferroviaria (Brondesbury - London Overground)
- Fermata autobus